# ジョン・ウィルクス

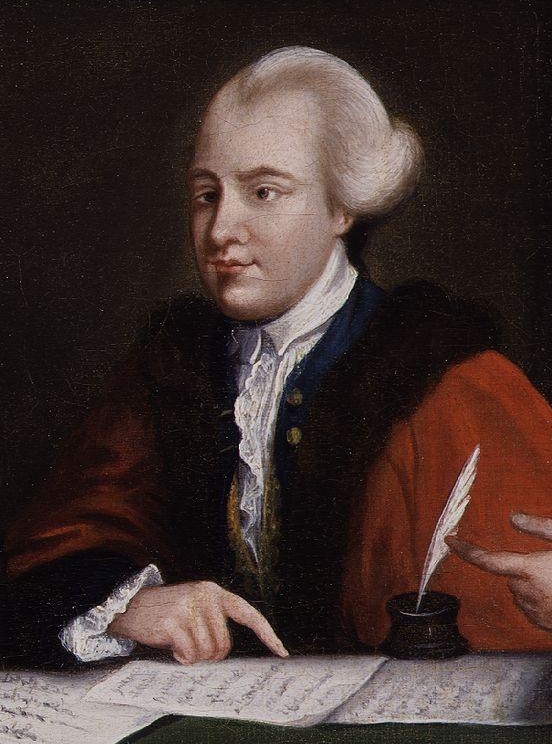
ジョン・ウィルクス、1769年ごろ。

ジョン・ウィルクス（John Wilkes FRS、1725年10月17日 – 1797年12月26日）は、イギリスの急進主義ジャーナリスト、政治家。庶民院議員（在任：1757年 – 1764年、1768年 – 1769年、1774年 – 1790年）、ロンドン市長（在任：1774年 – 1775年）を歴任した。

## 生涯

### 生い立ち
モルトウィスキー醸造業者イズラエル・ウィルクス（Israel Wilkes、1761年1月31日没、ルーク・ウィルクスの息子）と妻サラ（Sarah、旧姓ヒートン（Heaton、ジョン・ヒートンの娘））の6人の子供（3男3女）の次男として、1725年10月28日（グレゴリオ暦）にクラーケンウェルで生まれた。1722年ごろに生まれた兄イズラエルは1760年3月6日に王立協会フェローに選出された後、アメリカ合衆国に移住、1805年11月25日にニューヨークで死去した。弟ヒートンは父の蒸留酒事業を引き継いだが、事業に失敗して、1803年12月19日に子女のないまま死去した。妹にメアリー・ヘイリーがいる。ウィルクスはハートフォードの私立学校を通った後、家庭教師の教育を受け、続いて1742年にリンカーン法曹院に入学、1744年9月8日にライデン大学に入学した。ライデン大学在学中に形而上学者アンドルー・バクスター（当時ユトレヒトに滞在）や哲学者ポール＝アンリ・ティリ・ドルバック男爵と出会った。
1747年5月23日、父の望みに反して10歳年上のメアリー・ミード（Mary Mead、ジョン・ミードの娘）と結婚した。これによりエイルズベリーでの地所（年収700ポンド相当）を獲得した上、メアリーが母（1769年1月14日没）から多額の資産を継承する見込みであった。しかし、メアリーも母も厳格な非国教徒でウィルクスとは性格が合わず、結局数年のうちに別居を合意した。この合意ではウィルクスがエイルズベリーでの地所を引き続き所有し、1人娘メアリー（1750年8月5日 – 1802年3月12日、生涯未婚）の親権を得た。また、妻メアリーは寡婦給与を放棄し、その代償として200ポンドの年金を得た。ウィルクスは娘メアリーのほか、庶子2人（1男1女）をもうけた。
社交では翻訳家トマス・ブルースター、詩人ジョン・アームストロング、作家ジョン・ホール＝スティーブンソンと友人になったほか、第2代準男爵サー・フランシス・ダッシュウッド（のちの第11代ル・ディスペンサー男爵）の紹介で地獄の火クラブに入会し、詩人ロバート・ロイド、風刺作家チャールズ・チャーチル、ポール・ホワイトヘッドと知り合いになった。1749年4月13日、王立協会フェローに選出された。

### 政界入り
1754年にバッキンガムシャー州長官を務め、同年の総選挙でベリック＝アポン＝ツイード選挙区から出馬した。候補者の1人ジョン・デラヴァルはヘンリー・ペラムへの不満によりニューアーク選挙区でペラムの兄にあたる首相の初代ニューカッスル公爵トマス・ペラム＝ホリスを妨害し、ニューカッスル公爵は報復としてウィルクスを支持した。しかし、ニューカッスル公爵の用意した、ウィルクスに投票する有権者を乗せた船の到着が間に合わなかったため、ウィルクスは192票（得票数3位）で落選した。1757年、大ピットとトマス・ポッターとの合意により、エイルズベリー選挙区の補欠選挙で出馬して当選した。しかし、エイルズベリーは選挙経費の高さで知られ、ウィルクスはベリック＝アポン＝ツイード（1754年）とエイルズベリー（1757年）の合計で選挙に11,000ポンドを費やした。1761年イギリス総選挙ではエイルズベリーで再選したが、出費がさらに重なった。
政界でははじめ大ピットの支持者で、大ピットの妻の兄にあたる第2代テンプル伯爵リチャード・グレンヴィル＝テンプルとともにバッキンガムシャー民兵隊の設立に関わり、1762年6月にはバッキンガムシャー民兵隊の隊長に任命された。

### 急進的ジャーナリズム

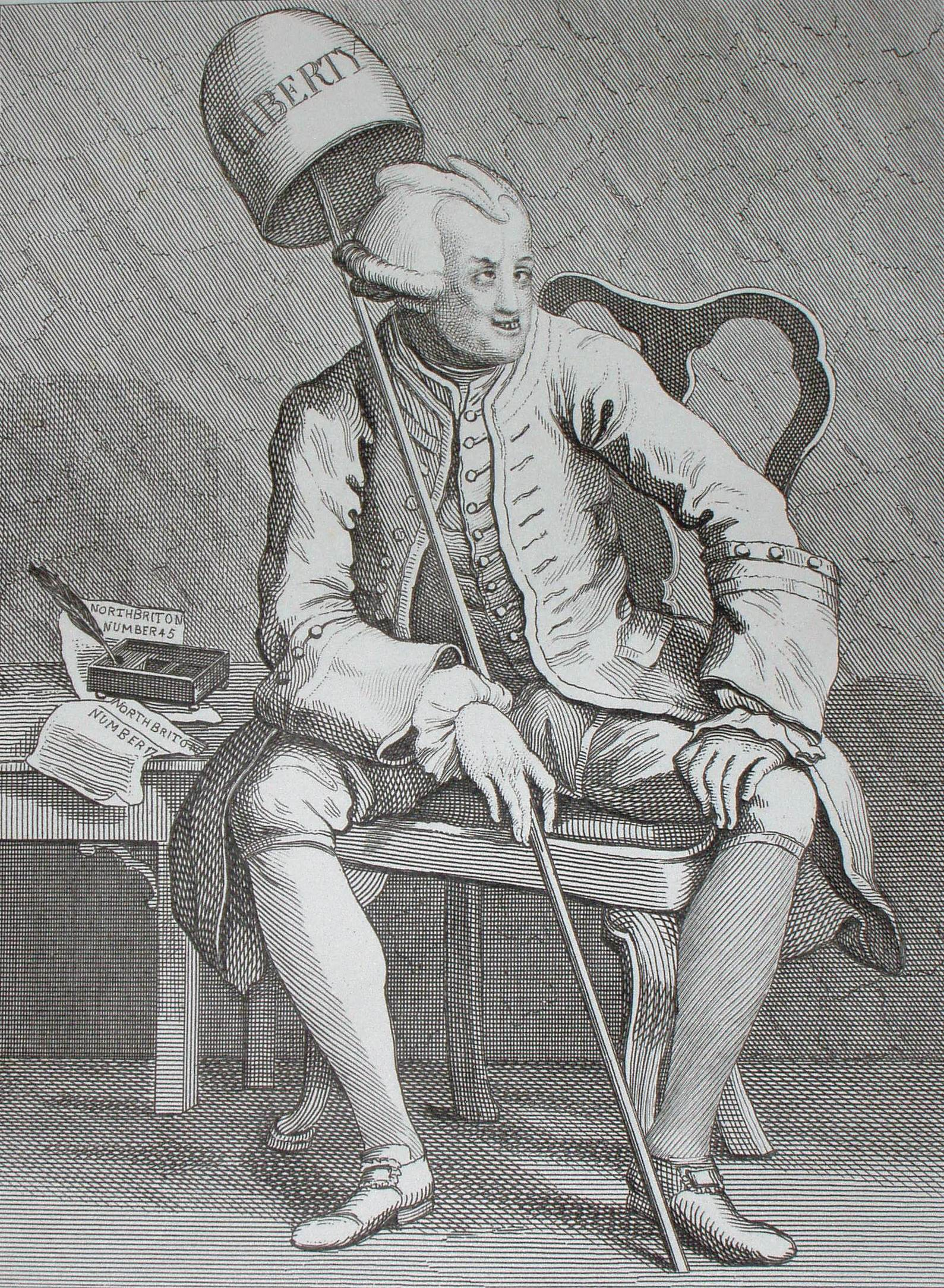
ジョン・ウィルクス

ウィルクスはホイッグ党員で、はじめ大ピットの支持者であったが、1762年にビュート伯ジョン・ステュアートが首相になるのを契機に、急進的なザ・ノース・ブリトン紙（英語版）を創刊し、反スコットランド閥を掲げて、ビュート伯を攻撃し始めた。ビュート伯は翌年辞任したが、ウィルクスは後任のジョージ・グレンヴィルに対しても同様の攻撃を行なった。1763年4月23日、議会開会における国王の演説の内容を、ノース・ブリトン紙45号上でウィルクスは糾弾し、扇動的名誉毀損の罪で告訴された。ビュート伯への攻撃に仮託していたものの、国王によるパリ条約の承認を同紙が非難したことが、王には明白な反逆罪として映ったためであった。同月30日、ウィルクスと印刷業者に対する捜索令状が発行され、49名が一斉に拘束された。ウィルクスは庶民院を罷免、逮捕された。しかし、令状は違法であるとする民衆の圧倒的な支持を受けて、ウィルクスはまもなく釈放され議席を回復した。ウィルクスは逮捕は権利の侵害であるとして訴訟を開始、民衆は「ウィルクスと自由、45号」を合い言葉に抗議行動を繰り返した。

### 有罪宣告
ウィルクスの政敵もただちに反撃に転じた。ウィルクスの記事原稿を押収し、貴族院に提出し、これを誹謗文書であると断じた。ウィルクスは再び罷免されたが、追放や審理に先んじて、自らパリへ逃れた。欠席裁判が行なわれ、猥褻かつ誹謗文書配布の科で、ウィルクスは1764年1月19日に有罪宣告を受けた。
ウィルクスは政権の交代により罪が免除されることを期待したが、ヨーロッパ本土での彼の支援金も底が着き、1768年にイギリスへ舞い戻った。ウィルクスは反政府の支持を集めて選挙に立とうと帰国したのである。不思議なことに、彼を即時逮捕せよとの令状は発行されなかった。ウィルクスはロンドンでは落選したがミドルセックスで当選し、4月に王座裁判所に出頭して免責を放棄、懲役2年と罰金1,000ポンドの宣告を受けた。無罪の主張は通らなかったのである。ウィルクスは同年5月10日に、国王を誹謗する文書を作成した科により、王座裁判所の監獄に収監された。ウィルクスの支援者は、ロンドンの王座裁判所の前に集結し「公正なくして平和もなし」と抗議集会を行なった。軍隊は丸腰の群衆に発砲し、7名が死亡する惨事となった。
ウィルクスは速やかな恩赦を期待したが、得ることは叶わず、1769年2月についに議会からも追放された。同月のミドルセックスの選挙で再選されたが、また罷免され、またまた3月に再選された。4月、議会は彼の再選を無効とし罷免を支持する決定を行なった。めげないウィルクスは、ウィルクスを支持するために結成された権利章典擁護者協会の運動によって、1771年、ロンドンの長老議員に当選した。ウィルクスを苦しめたグレンヴィルは1770年11月13日に死去し、グレンヴィルの派閥は自然消滅した。ノース卿に警戒される政敵の一人だった彼の死はノース内閣の安定に資した。

### 再当選
1770年3月に釈放されるとすぐに、彼はロンドンの治安官になり、1774年ロンドン市長に就任した。また同年、ミドルセックスの庶民院にも再当選を果たした。彼の立身の決め手は、逮捕令状も議会の政治報道への圧力もはね返して、報道の自由を守ったことであった。政治的には、ウィルクスはアメリカの植民地との戦争には反対の立場で、組合運動と宗教的寛容の支持者であった。

### 晩年
1780年頃から、ウィルクスの人気は彼が急進さを失うにつれ下落した。アメリカ独立戦争では、ウィルクスは政府の対アメリカ政策を糾弾した。その一方で、犯罪には厳罰で臨むことを熱心に主張し、年をとるにしたがって、保守的になった。ゴードン暴動では、妥協の無い武力による鎮圧を市長として陣頭指揮し、「ウィルクスと自由!」とあの有名なフレーズで声をかけられると顔を背けることもあった。同年と1784年のミドルセックスの選挙では楽勝したが、急進主義者はそんなウィルクスに失望し、1790年の選挙に敗北した。1790年代には政治活動から身を退き、急進主義運動にも加担していない。1797年12月29日に死去した。

## おもな伝記
- Holdsworth, William (1938). A History of English Law (英語). Vol. 10. pp. 659–672. ISBN 0-421-05100-0。
- Rudé, George (1962). Wilkes and Liberty: A Social Study of 1763 to 1774 (英語). ISBN 0-19-881091-1。
- Williamson, Audrey (1974). Wilkes, A Friend of Liberty (英語). ISBN 0-04-923064-6。
- Cash, Arthur (2006). John Wilkes: The Scandalous Father of Civil Liberty (英語). ISBN 0-300-10871-0。

## 関連図書
- Cannon, J. A. (1964). "Middlesex". In Namier, Sir Lewis; Brooke, John (eds.). The House of Commons 1754-1790 (英語). The History of Parliament Trust.
- Thomas, Peter D. G. (24 May 2008) [23 September 2004]. "Wilkes, John". Oxford Dictionary of National Biography (英語) (online ed.). Oxford University Press. doi:10.1093/ref:odnb/29410。 (要購読、またはイギリス公立図書館への会員加入。)